# Islote Nancy
Die Islote Nancy (spanisch) ist eine kleine Insel im Palmer-Archipel westlich der Antarktischen Halbinsel. In der Gruppe der Melchior-Inseln ist sie neben der Islote Diana eine der beiden Inseln am westlichen Ende der Omikron-Inseln.
Argentinische Wissenschaftler benannten sie. Der weitere Benennungshintergrund ist nicht überliefert.